# Eleutherodactylus martiae
Eleutherodactylus martiae là một loài ếch trong họ Leptodactylidae.
Nó được tìm thấy ở Brasil, Colombia, Ecuador, Peru, và có thể cả Bolivia.
Các môi trường sống tự nhiên của chúng là các khu rừng ẩm ướt đất thấp nhiệt đới hoặc cận nhiệt đới và các khu rừng vùng núi ẩm nhiệt đới hoặc cận nhiệt đới.